# Assemblée générale du Connecticut
Pour les autres articles nationaux ou selon les autres juridictions, voir Assemblée générale (homonymie).
Capitole de l'État du Connecticut, Hartford
L'Assemblée générale du Connecticut (en anglais : Connecticut General Assembly) est l'organe législatif de l'État américain du Connecticut.

## Structure
Elle se présente sous la forme d'un parlement bicaméral composé d'une chambre haute, le Sénat de 36 membres et d'une chambre basse, la Chambre des représentants de 151 membres. Les parlementaires sont élus tous les deux ans.

## Siège
L'Assemblée générale siège dans le capitole de l'État à Hartford, capitale du Connecticut.

## Histoire
L'Assemblée générale formée de deux chambres est créée par la constitution de 1818.
Les élections de novembre 2016 voient les républicains progresser de manière significative au détriment des démocrates. Si ces derniers conservent une faible majorité à la Chambre des représentants (79 démocrates et 72 républicains), démocrates et républicains sont désormais à égalité au Sénat (contre 21 démocrates et 15 républicains avant les élections).
Cependant aux élections de 2018, les démocrates confortent leur majorité à la Chambre avec 80 élus et reprennent le contrôle du Sénat.